# 方南
方南（日语：／ Hōnan */?）是東京都杉並區的地名。已實施住居表示。現行行政地名為方南一丁目與方南二丁目。2013年（平成25年）10月1日為止的人口有11,950人。郵遞區號168-0062。

## 地理
位於杉並區東南部。町域北部與杉並區和田之間以善福寺川為界。西部與杉並區堀之內、和泉之間以環七通為界。南部鄰接澀谷區笹塚與世田谷區大原。東部鄰接中野區南台。方南通通過町內。神田川流過一丁目與二丁目之間。車站周邊可見商店，其他為住宅區。町內保留許多古老木造公寓，新型分契式公寓較少。

### 河川
- 神田川

## 歷史
江戶時期，方南一帶原屬和田村字方南、向方南。杉並區成立時，字方南與周邊各字合併為方南町。昭和40年代實施住居表示時去除「町」字，為現行的「方南」，但現在仍時常稱為「方南町」。

### 地名由來
一說是位於和田村（或杉並村）南方。也有一說是位於江戶幕府鷹場所在的野方領南端。

## 交通
主要幹道有環七通與町域南部的甲州街道。方南通下有東京地下鐵丸之內分岐線方南町站。此外，町域南部也可利用京王線笹塚站。環七通可搭乘都營巴士宿91系統與都營巴士、京王巴士聯營的澀66系統，方南通可搭乘京王巴士宿33系統與中71系統。

## 設施
- 高井戶警察署方南交番
- 杉並方南二郵便局
- 杉並區立方南小學校
- 方南隣保館保育園
- 杉並區立方南圖書館
- 杉並區立悠悠（ゆうゆう）方南館
- 上水橋綠地
- 東運寺
- 大山神社
- 立正佼成會第二團參會館

## 備註
1. ↑  杉並区 区政資料 - 統計 - 人口 - 各歳別人口25年 的存檔，存档日期2013-10-22.